# Ruta Provincial E 51 (Córdoba)
La Ruta Provincial E 51 es una carretera con más del 97 % de su trazado sin asfaltar
, ubicada al oeste de la Provincia de Córdoba, República Argentina, más allá del valle de traslasierra.
La ruta comienza en el km 26 (aproximadamente), de la  RP 28 , y finaliza en el puente sobre el río Los Sauces, en el límite oeste de la ciudad de Villa Dolores.
Transcurre 80 km dentro de dos departamentos: Pocho y San Alberto, en el faldeo occidental de la Sierras de Pocho (finaliza exactamente en el límite del último departamento nombrado y el departamento San Javier.
A lo largo de su recorrido, solamente alcanza una localidad: Chancaní (422 hab).

, un pequeño municipio cuya principal actividad es la cría de ganado y la forestación.

## Recorrido
|  |  | tKDSTa |

|  |  | hKRZWae |

|  |  | tBHF |

|  |  | tBHF |

|  |  | tSTR+GRZq |

|  |  | tBHF |

|  |  | tBHF |

|  |  | tBHF |

|  |  | hKRZWae |

|  |  | DST |

|  |  | KDSTe |

## Imágenes

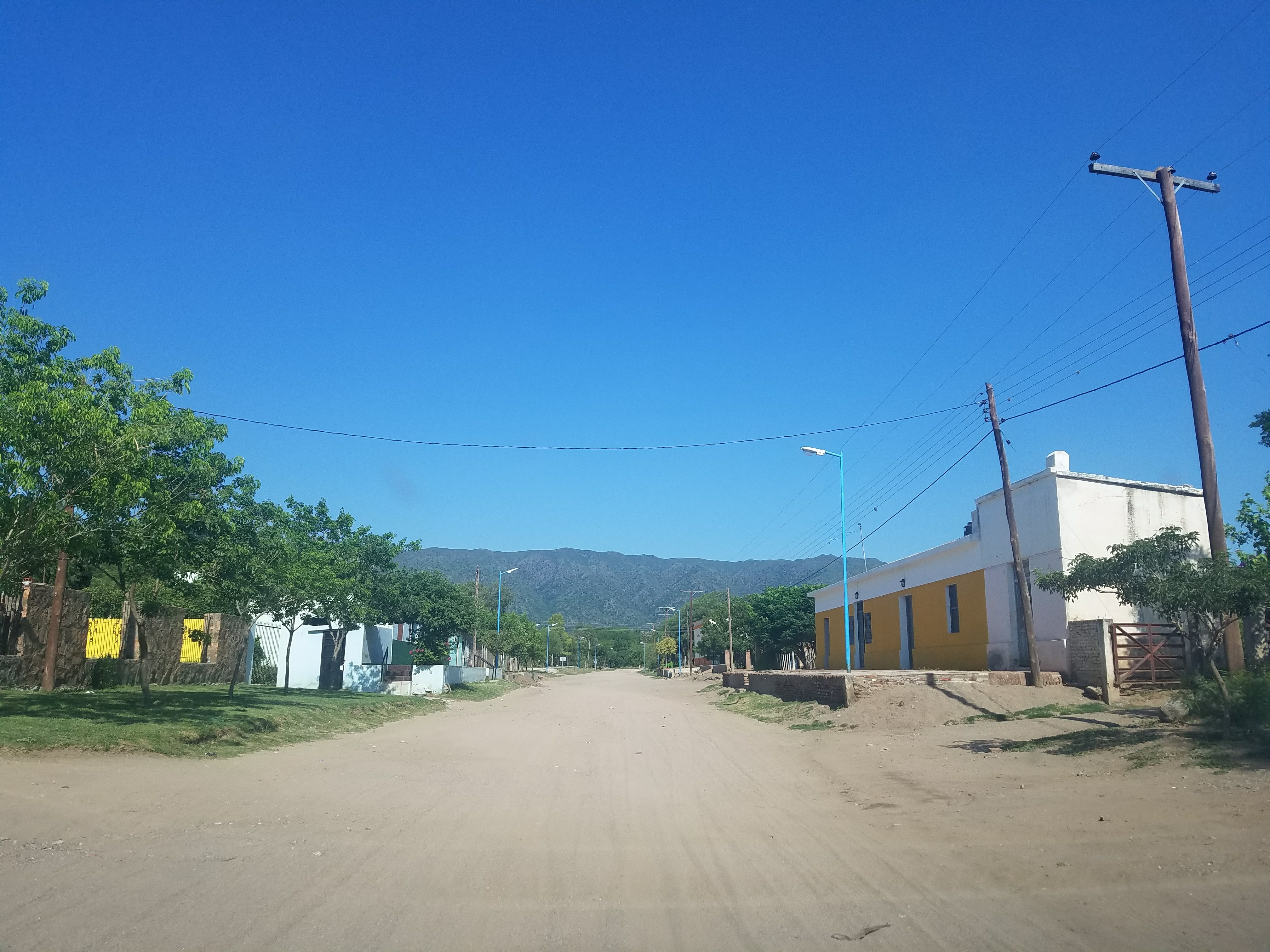
Ruta E51 en la localidad de Chancaní.
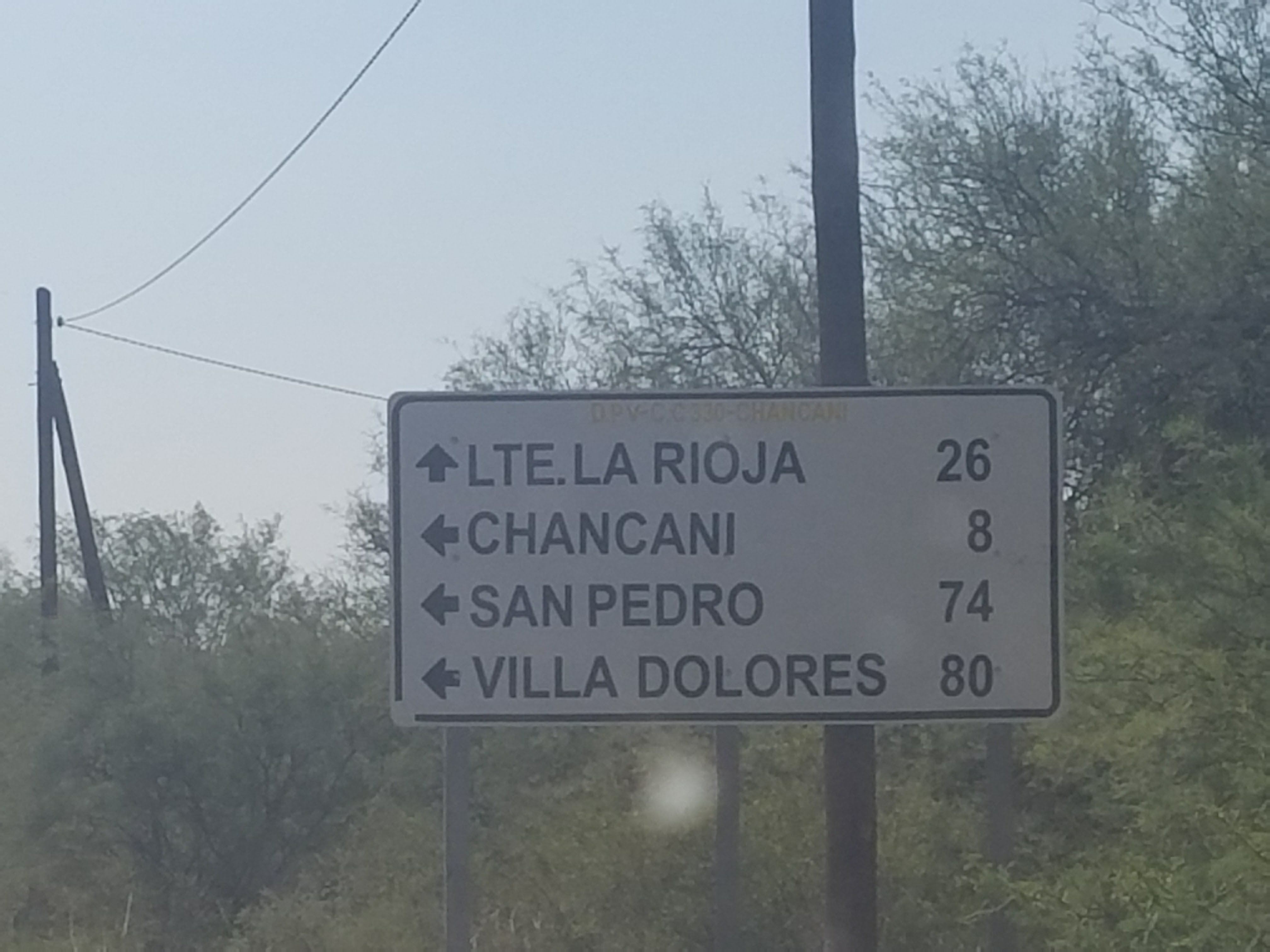
Cruce de Ruta E51 y Ruta Provincial 28.

## NOTAS
1. ↑   El kilometraje fue tomado del amojonado en ruta. En caso de ausencia de los mismos, se calculó según información disponible en Internet, o verificación in situ .
2. ↑   Datos oficiales según Dirección de Estadísticas y censos del Gobierno de la Provincia de Córdoba, año 2010 Según datos INDEC